# 2528 Mohler
2528 Mohler eller 1953 TF1 är en asteroid i huvudbältet, som upptäcktes 8 oktober 1953 av Indiana Asteroid Program vid Indiana University Bloomington med Goethe Link Observatory. Asteroiden har fått sitt namn efter Orren Mohler.
Asteroiden har en diameter på ungefär 19 kilometer och den tillhör asteroidgruppen Themis.